# Бутирін Антон Володимирович
Анто́н Володи́мирович Бути́рін (1 січня 1978, Кременчук, Полтавська область — 28 серпня 2014, Новозар'ївка, Донецька область) — український військовик,  сержант, старший навідник 92-ї окремої механізованої бригади Сухопутних військ Збройних сил України. Учасник російсько-української війни.

## Життєпис
Народився 1 січня 1978 року в місті Кременчук. Антона виховувала бабуся. 1993 року закінчив Кременчуцьку школу № 9. Проходив строкову військову службу в лавах ЗСУ. Родину створити не встиг.
2 серпня 2014 року мобілізований до лав Збройних Сил України. Служив старшим навідником 9-ї роти 92-ї окремої механізованої бригади Сухопутних військ Збройних Сил України (військова частина А0501, село Клугино-Башкирівка Чугуївської міської ради Харківської області).
28 серпня 2014 року ротно-тактична група 92-ї окремої механізованої бригади, у складі якої діяв сержант Бутирін та ще один кременчужанин — Андрій Деребченко, рухалась у район селища міського типу Старобешеве Донецької області з метою деблокувати українські підрозділи, що опинились у так званому «Іловайському котлі». На дорозі поміж селами Новозар'ївка та Войкове Старобешівського району Донецької області група потрапила під масований обстріл з ракетних систем залпового вогню «Град», мінометів і танків. Внаслідок обстрілу сержант Бутирін загинув. З того часу вважався зниклим безвісти.
Тоді ж загинули Ігор Романцов, Сергій Бризгайло, Юрій Безщотний, Василь Лепетюха, Сергій Чорний, Олександр Карпенко, Руслан Батраченко, Андрій Деребченко.
Був похований як невідомий учасник АТО на Кушугумському кладовищі у м. Запоріжжі.
16 вересня 2014 року його тіло ексгумували й привезли до Запоріжжя пошуковці місії «Евакуація-200» («Чорний тюльпан»).
У червні 2016 році ДНК-експертиза останків похованих невідомих солдатів показала, що серед них є останки Антона Бутиріна.
31 серпня 2016 року Антон Бутирін перепохований у Кременчуці на Свіштовському кладовищі на алеї Героїв АТО.
Без Антона лишилася сестра Юлія Ручкіна.

## Нагороди та вшанування
- Указом Президента України № 522/2016 від 25 листопада 2016 року — орденом «За мужність» III ступеня (посмертно)[5]
- відзнака Президента України «За участь в антитерористичній операції» (2017; посмертно)[6]
- груднем 2016 року у Кременчуцькій школі № 9 відкрито меморіальну таблицю випускнику Антону Бутиріну.[7][8]
- Його портрет розміщений на меморіалі «Стіна пам'яті полеглих за Україну» у Києві: секція 3, ряд 5, місце 18
- Вшановується 28 серпня на щоденному ранковому церемоніалі вшанування українських захисників, які загинули цього дня у різні роки внаслідок російської збройної агресії[9]
- Іловайський Хрест (посмертно)